# Sermenza
Il Sermenza (localmente anche al femminile la Sermenza) è un grosso torrente affluente del fiume Sesia, che scorre nell'omonima valle in Valsesia. 

## Percorso
Nasce da alcuni rami sorgentizi che si uniscono a monte di Rima; scorre verso Sud ed all'altezza di Rimasco forma il lago omonimo. Presso suddetto lago riceve l'importante contributo dell'Egua, altro torrente ricco d'acque che gli raddoppia la portata media. Bagna il territorio di Boccioleto e qui riceve l'apporto del Cavaione; successivamente, presso Balmuccia sfocia nel Sesia a quota 557 m s.l.m.

## Regime idrologico
Il Sermenza è un tipico torrente dal regime prealpino-pluviale. I valori di portata prima del lago di Rimasco variano sensibilmente durante l'anno; al contrario dopo il lago, grazie al notevole apporto dell'Egua, il Sermenza non ha periodi di secca.

## Pesca
Il torrente è noto fin dall'Ottocento per la pesca alla trota.